# Serie A 1951 (pallanuoto maschile)
La Serie A 1951 fu la trentaduesima edizione della massimo livello del campionato italiano maschile di pallanuoto. Il Circolo Canottieri Napoli vinse il suo primo titolo nazionale.

## Classifica Finale
|  |    | Classifica 1951   | Pt | G  | V  | N | P  | GF | GS |  |
|  | -- | ----------------- | -- | -- | -- | - | -- | -- | -- |  |
|  | 1. | Canottieri Napoli | 22 | 14 | 11 | 0 | 3  | 73 | 32 |  |
|  | 2. | Camogli           | 22 | 14 | 10 | 2 | 2  | 71 | 44 |  |
|  | 3. | Florentia         | 16 | 14 | 7  | 2 | 5  | 53 | 45 |  |
|  | 4. | Lazio             | 15 | 14 | 5  | 5 | 4  | 61 | 45 |  |
|  | 5. | Napoli            | 14 | 14 | 5  | 4 | 5  | 38 | 41 |  |
|  | 6. | Andrea Doria      | 11 | 14 | 5  | 1 | 8  | 48 | 68 |  |
|  | 7. | Virtus Livorno    | 7  | 14 | 2  | 3 | 9  | 31 | 75 |  |
|  | 8. | Sturla            | 5  | 14 | 2  | 1 | 11 | 34 | 59 |  |

## Verdetti
- Canottieri Napoli Campione d'Italia
- Sturla retrocessa in Serie B